# BlazBlue: Centralfiction
BlazBlue: Central Fiction (ブレイブルー セントラルフィクション?, BureiBurū: Sentorarufikushon) è un picchiaduro bidimensionale sviluppato dalla Arc System Works. Ambientato dopo gli eventi di BlazBlue: Chronophantasma, è il quarto titolo della serie BlazBlue, e l'ultimo gioco che ha Ragna come protagonista, il che serve anche come conclusione della Saga Azure iniziata da Calamity Trigger.
L'Aksys Games ha confermato che Centralfiction non avrebbe ricevuto un doppiaggio in inglese, rendendolo l'unico titolo della serie BlazBlue a non essere doppiato in tale lingua al lancio. Come conseguenza, i fan hanno creato una petizione su Change.org richiedente un doppiaggio in inglese via DLC.

## Modalità di gioco
Seguendo il gameplay da BlazBlue Chronophantasma Extend, il gioco aggiunge nuove meccaniche e cambia alcune preesistenti.
- La durata della modalità Overdrive è ora mostrata sotto la Barra Burst nella forma di conto alla rovescia.
- Il ritratto del personaggio vicino alla barra della salute si scuote ogni volta che viene danneggiato, e l'emblema di ogni personaggio appare dal rispettivo lato quando, all'inizio dell'incontro, appare la scritta "The Wheel of Fate is Turning".

Tra le nuove meccaniche gameplay troviamo:
- L'Exceed Accel, un tipo speciale di Distortion Drive, che si può eseguire durante la modalità Overdrive, e infligge danni gravissimi, ponendo però fine alla modalità.
- L'Acrive Flow, che agisce in maniera opposta allo statua Negative Penalty, e si attiva quando un personaggio combatte in maniera offensiva, incrementandone il danno e il recupero della Barra Burst, oltre che a incrementare il danno della Exceed Accel (inoltre, quando si attiva, la barra della salute diventa rosa).[4]

## Personaggi
Il gioco include tutti i 28 personaggi di BlazBlue: Chronophantasma Extend, più otto nuovi combattenti, portando il roster totale a 36. Questi sono quelli esordienti nel gioco:
| Nuovi personaggi in Centralfiction | Nuovi personaggi in Centralfiction |
| Edizione arcade | Esclusivi console |
| --- | --- |
| - Hibiki Kohaku: membro di un clan di assassini, è l'assistente e servo di Kagura. In origine visto come un servo leale, si rivela essere un killer psicopatico che desidera uccidere Kagura stesso. - Naoto Kurogane: protagonista di Bloodedge Experience, appare nel gioco in quanto Raquel lo manda nella linea temporale attuale di BlazBlue dove è apparentemente morto per salvare il loro mondo. - Nine the Phantom: una strega, è una dei Sei Eroi e il boss del primo atto, "Phantom of Labyrinth". - Hades Izanami: una degli antagonisti della serie, è lei che tira le redini dietro Terumi e Relius, e che ha usato Saya, sorella di Ragna e Jin, come vessillo, usata anche come bambola vivente forgiata da Relius. | - Es: una delle protagoniste della serie spinoff XBlaze. - Mai Natsume: protagonista di Remix Heart e del suo sequel Variable Heart. - Susano'o: è la trasformazione di Yuki Terumi, risultata della fusione tra la sua forma originale e l'unità Susano'o, alias Hakuman, ed è un personaggio segreto sbloccabile dopo aver completato la modalità Storia. - Jubei: gatto antropomorfo membro dei Sei Eroi, padre di Kokonoe, marito di Nine e mentore di Ragna e Jin. È giocabile a partire dal 31 agosto 2017 in Giappone e Nord America e il 4 settembre 2017 in Europa. |

## Sequel
Attualmente la serie è sospesa per non creare conflitto con quella principale di Arc System Guilty Gear.
Crossover
BlazBlue: Cross Tag Battle (2018) è un gioco 2Vs2, crossover con le altre serie: Persona; Under Night In-Birth; RWBY; Arcana Heart; Senran Kagura: Estival Versus; Akatsuki Blitzkampf.